# Aeroporto Internacional de El Paso
O Aeroporto Internacional de El Paso é um aeroporto público localizado 6 quilómetros a nordeste do distrito central de negócios da cidade de El Paso, no condado de mesmo, do estado do Texas, Estados Unidos. Durante a Segunda Guerra Mundial, o aeroporto foi usado pela Força Aérea do Exército dos Estados Unidos da América como base de treinamento.
Em janeiro de 2006, um mecânico contratado por uma empresa terceirizada da Continental Airlines morreu quando foi sugado para dentro do motor direito de um Boeing 737-500 ao investigar um vazamento de óleo.